# Jean Louisa Kelly
Jean Louisa Kelly (ur. 9 marca 1972 w Worcester) – amerykańska aktorka i piosenkarka.

## Filmografia
- 2010
  - Morderczynie z przystanku (Locked Away) jako Chloe

- 2009
  - The Three Gifts jako Cherie Green

- 2003
  - Little Red Light jako Amanda Meyer

- 2001
  - Landfall jako Marguerite Harris

- 1999
  - The Cyberstalking jako Holly Moon

- 1998
  - Dzień, w którym zastrzelono Lincolna (The Day Lincoln Was Shot) jako Lucy Hale
  - Gra w życie (Origin of the Species) jako Laura
  - Stranger in the Kingdom jako Athena Allen
  - Ruby Bridges jako Jane Coles

- 1997
  - Biała squaw (Stolen Women, Captured Hearts) jako Sarah White

- 1996
  - Żniwo ognia (Harvest of Fire) jako Rachel

- 1995
  - Symfonia życia (Mr. Holland’s Opus) jako Rowena Morgan
  - Zaślepieni (The Fantasticks) jako Luisa Bellamy
  - Tad jako Julia Taft

- 1994
  - Jeden dzień z życia pewnej pary (Breathing Lessons) jako Daisy
  - One More Mountain jako Mary Graves

- 1991
  - Amerykanin z Shaolin (American Shaolin) jako Maria

- 1989
  - Wujaszek Buck (Uncle Buck) jako Tia Russell

## Seriale
- 2010
  - Zbrodnie Palm Glade (The Glades) jako Becky
  - Słodkie kłamstewka (Pretty Little Liars) jako Ella Montgomery

- 2009
  - Życie na przedmieściach (Surviving Suburbia) jako Melissa Mann

- 2008-2010
  - Rozwodnik Gary (Gary Unmarried) jako Beth

- 2007
  - Tożsamość szpiega (Burn Notice) jako Emily

- 2005
  - Chirurdzy (Grey’s Anatomy) jako Rose Ward
  - Zaklinacz dusz (Ghost Whisperer) jako Jennifer Quinlan / Nora Sutherland

- 2002
  - CSI: Kryminalne zagadki Miami (CSI: Miami) jako Amy Wells

- 2000-2006
  - Tak, kochanie (Yes, Dear) jako Kim Warner

- 1999
  - Cold Feet jako Shelley Sullivan

- 1997-2002
  - Ally McBeal jako Lisa

- 1993-1999
  - Wydział zabójstw Baltimore (Homicide: Life on the Street) jako Sarah Langdon

- 1992-1999
  - Szaleję za tobą (Mad About You) jako Diane

- 1990-2010
  - Prawo i porządek (Law & Order) jako Coral Galvins